# 卡皮斯特拉诺
卡皮斯特拉诺（義大利語：Capistrano），是意大利维博瓦伦蒂亚省的一个市镇。总面积20平方公里，人口1088人，人口密度54.4人/平方公里（2009年）。